# Expedición Baudin

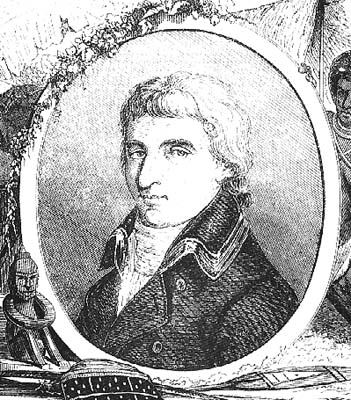
Nicolas Baudin, líder de la expedición.

La expedición Baudin es el nombre con el que se conoce un viaje de exploración científica patrocinado por la Marina francesa dirigido por Nicolas Baudin, que partió el 19 de octubre de 1800 de Le Havre con los navíos Géographe y Naturaliste y que durante más de tres años navegó por los mares del sur, más allá del cabo de Buena Esperanza y justo hasta el océano Pacífico.
Marcado por un encuentro con el británico Matthew Flinders a lo largo de las costas de Australia, lo que indicó a los europeos que la isla era en realidad un continente, el viaje costó la vida de muchos hombres, incluido el propio capitán, que murió de tuberculosis en 1803 en la isla de Francia (ahora Mauricio). Sin embargo, el viaje permitió a los muchos científicos que participaron hacer las primeras descripciones verdaderamente científicas de muchos de los territorios australes y los pueblos indígenas, desde el volcán Pitón de la Fournaise a los aborígenes australianos.

## Preparativos
La expedición tenía por interés los objetivos más elevados de los científicos de la Société des observateurs de l'homme, fundada por Louis-François Jauffret. Para guiar a los exploradores en sus investigaciones, el naturalista Georges Cuvier había preparado una Note instructive sur les recherches à faire relativement aux différences anatomiques des diverses races d'homme [Nota informativa sobre las investigaciones a realizar relativas a las diferencias anatómicas de las diversas razas del hombre] y el barón Joseph Marie Degérando las Considérations sur les diverses méthodes à suivre dans l'observation des peuples sauvages [Consideraciones sobre los distintos métodos a seguir en la observación de pueblos salvajes]. Bernard Germain de Lacépède a su vez había constituido una biblioteca científica para su protegido, Bory de Saint-Vincent, que lamentablemente llegó demasiado tarde para ser llevada a bordo.
Pierre-François Keraudren, primer médico de la Marina, fue el encargado de escribir las instrucciones sanitarias que debían de ser observadas en el viaje.

### Naves

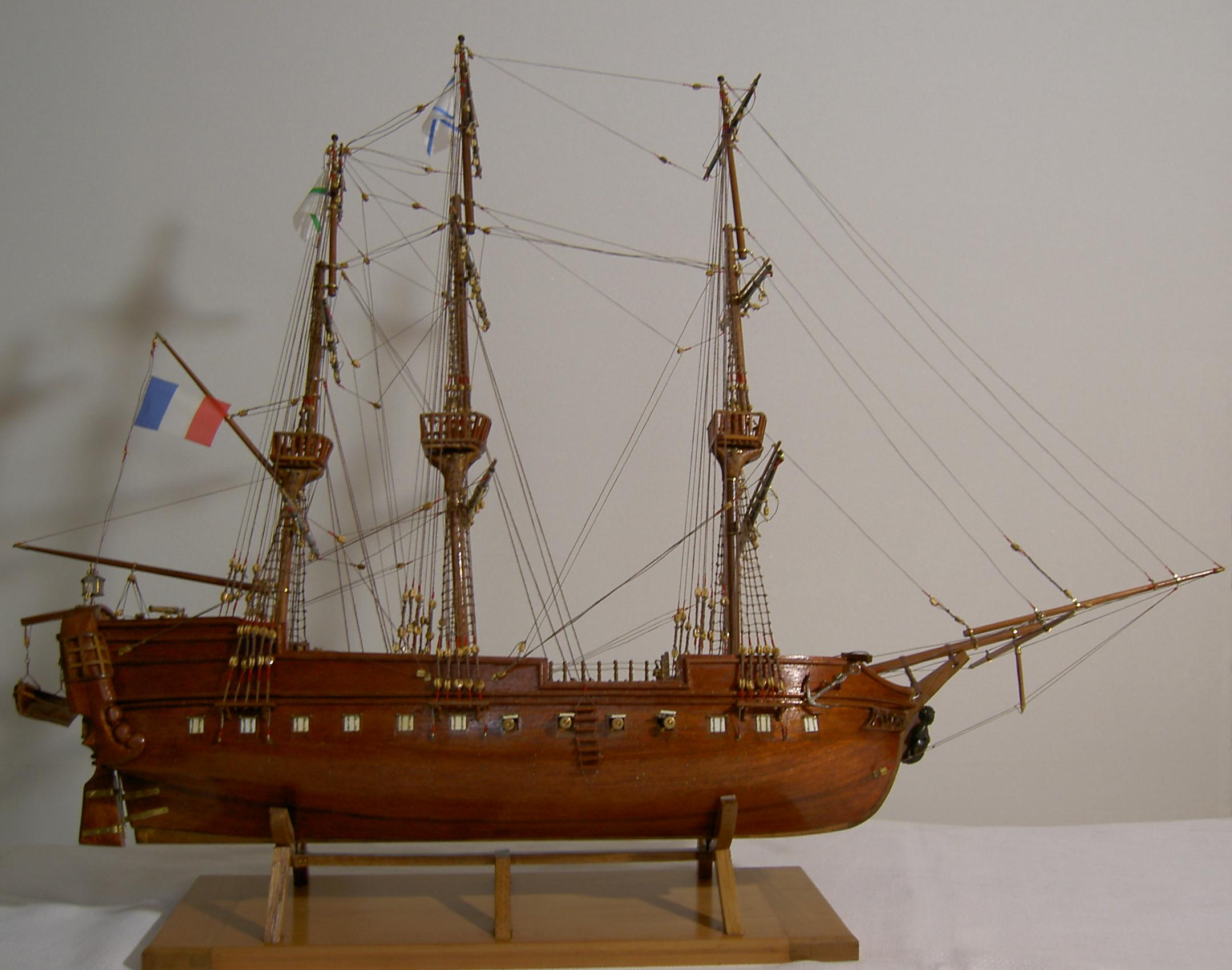
Maqueta del Géographe.

La expedición comenzó con dos barcos, Le Géographe y Le Naturaliste. Dieciocho personas formaban el estado mayor de la primera y quince de la segunda. Estaban equipados con filtros de agua diseñados por Cuchet y Smith y proporcionados por el gobierno.

### La biblioteca
Aunque escasa, la biblioteca contenía algunas relaciones de viaje interesantes, la decimotercera edición del Systema Naturae, el Genera plantarum de Antoine-Laurent de Jussieu, así como las obras Étienne Pierre Ventenat. También tenía el diccionario de Trévoux, una Encyclopédie, las memorias de René-Antoine Ferchault de Réaumur y la compilación de Jacques-Christophe Valmont de Bomare.

### Principales participantes

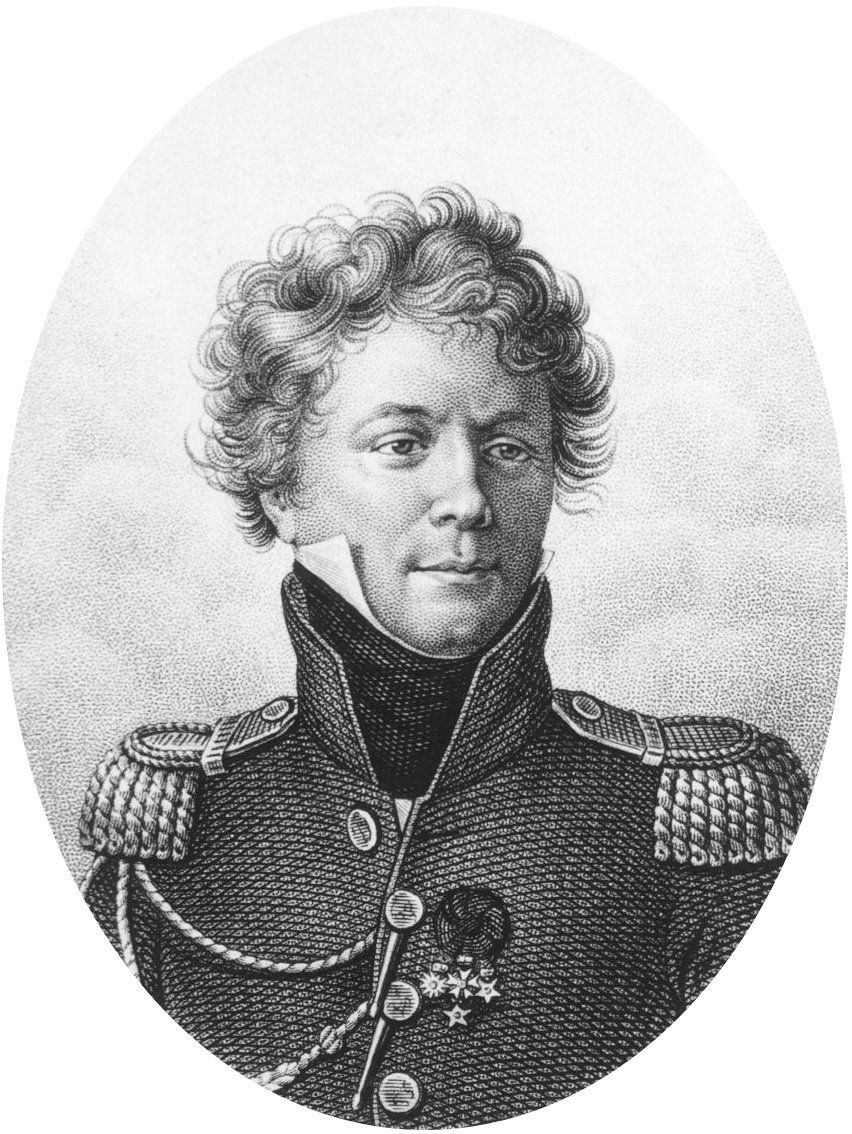
Jean-Baptiste Bory de Saint-Vincent, principal cronista de la expedición

Según Jean-Baptiste Bory de Saint-Vincent (1778-1846), naturalista que abandonó la expedición en isla Mauricio, «jamás expedición había sido compuesta mejor para el progreso de las ciencias» («jamais expédition n'avait été mieux composée pour le progrès des sciences»), ya que las potencias europeas estaban enviando barcos por todo el mundo para comprenderlo mejor. De hecho, según el, «cada viajero, animado por un celo raro, llevaba consigo los talentos, el deseo más sincero de aprender y la voluntad de ser útil» («chaque voyageur, animé d'un zèle rare, portait avec lui des talents, le désir le plus sincère de s'instruire, et la volonté d'être utile»). Un detalle importante para el resto de la expedición, que vio la muerte de muchos hombres y que según estimó «los jóvenes y la salud de la mayoría les permitió la esperanza de soportar todo tipo de dificultades» («la jeunesse et la santé de la plupart leur permettaient l'espoir de supporter toutes sortes de fatigues»).

También según Bory de Saint-Vincent, «los oficiales de la Armada destinados a conducir a los naturalistas fueron una elección excelente, y, lo que no se da entre todas las personas de su condición, de una amabilidad y urbanidad perfectas») («les officiers de marine destinés à conduire les naturalistes étaient d'un choix excellent, et, ce qu'on ne trouve pas chez toutes les personnes de leur état, d'une amabilité et d'une urbanité parfaites».

## Cronología del viaje

### La travesía hasta la Terra Australis

#### La partida
Partiendo de París el 30 de septiembre de 1800, Jean-Baptiste Bory de Saint-Vincent llegó a Le Havre el 2 de octubre a las seis de la mañana. Nicolas Baudin estaba ya en la ciudad desde hacía varios días. Los participantes de la expedición se conocieron durante unos días hasta que las circunstancias les permitieron hacerse a la mar.
El 18 de octubre, por temor a no ser capaz de beneficiarse del agua alta que le falló en la marea del día 7 de ese mes, Nicolas Baudin intento hacer salir del puerto al Naturaliste aunque tenía vientos contrarios. Este intento fracasó y el buque debió de volver a las diez de la mañana, bajo la mirada de muchos espectadores que cubrían el muelle que avanzaba en el mar. Hasta el 19 de octubre, hacia las ocho horas, el Naturaliste no pudo abandonar el puerto, está vez sin ningún contratiempo, siendo seguido del Géographe y una corbeta estadounidense que llevaba de regreso a embajadores de los Estados Unidos a su país.
Cerca de tres horas más tarde, los barcos estaban dentro del alcance de una fragata británica que bloqueaba el puerto de Le Havre. Su capitán amenazó al comandante Baudin, aunque luego le dejó pasar después de comprobar los pasaportes de la corte de Londres de que disponía la expedición. Por la tarde, se encontró a bordo del Naturaliste varios polizones y se dieron cuenta de la ausencia de dos marineros y un comisionado para la alimentación. En el Géographe, también se encontró un alemán llamado Gutes que esperaba volver a la isla de Francia, donde se había exiliado.
La segunda noche a bordo fue áspera y el mareo golpeó a Bernier y Dumont. Este último permaneció en la cama durante dos días. Sin embargo, según Bory de Saint Vincent, pronto reinó entre todos los participantes de la expedición una unión que el tiempo no hizo sino reforzar al punto que el naturalista escribió algunos años después, que el viaje había sido uno de los períodos más felices de su vida cuando se forman «tantos lazos valiosos» («tant de liaisons précieuses»). A título personal, sus principales amigos era Pierre Bernard Milius, Pierre-François Bernier y François Péron.

#### La escala en las islas Canarias
Ralentizado por el Naturaliste, que tuvo una vía de agua el 25 de octubre, la expedición llegó a las cercanías de Madeira a finales de octubre de 1800. El 31 de ese mes sufrió un cañonazo de un cutter español que pensaban eran británicos y que los siguió la noche y la mañana siguiente antes de desaparecer. Poco después, alrededor de las dos y media, Gran Canaria estaba en el horizonte.
En la mañana del 2 de noviembre, la expedición tocó tierra en Tenerife, en un punto de la costa norte de la isla. Bory, Bernier y Péron se dedicaron de inmediato a las observaciones botánicas que les permitieron caer en un sucre de Tenerife (Saccharum foliis). Procedieron entonces a una posada a cargo de un milanés, llamada el Águila del Imperio, donde tuvieron una mala comida. Pero, durante la travesía hasta ese momento, la tripulación no pudo ver ningún pescado y estaban hartos del pan hecho en Le Havre y de la leche caliente que todas las mañanas les llevaba Nicolas Baudin, que no faltó ni el mismo día de llegada al archipiélago.
Los miembros de la expedición se encontraron poco después con Pierre Marie Auguste Broussonet, que se había establecido como responsable del comercio con Francia. Fue alojada por André Michaux en la noche del 2 al 3 de noviembre y le dio una momia guanche entera a Bory de Saint Vincent. Además, informó a la expedición de que un barco lleno de prisioneros británicos partiría hacia Gibraltar, lo que permitió a algunos novatos, ya cansados de su viaje, regresar por mar hacia Europa. Desafortunadamente para ellos, estalló una importante vía de agua, lo que obligó al personal a volver a Gran Canaria en chalupas, dejando a la nave en manos inexpertas.
En Tenerife, los miembros de la expedición científica que permanecían en la isla se dedicaron a su trabajo de recolección, mientras los naturalistas recorrieron el valle de Santa Cruz y La Laguna, los mineralogistas llevaron muchas piedras al punto de colapsar bajo sol pero al final del día. Belfin intervino a su vez a un enfermo que le llamó en La Orotava. En última instancia, la estancia duró un total de once días, pero los últimos se perdieron ya que las expediciones lejanas se suspendieron por una salida anunciada como inminente, pero constantemente pospuesta. Estas circunstancias impidieron la ascensión del pico Teide.

#### El viaje hasta el cabo de Buena Esperanza
La expedición partió de Tenerife el 13 de noviembre, reavituallada con frutas y animales vivos por un convoy de mulas encargado por un marqués local y que llegó la misma mañana a los barcos. Bory de Saint-Vincent cartografió cuidadosamente la rada de Santa Cruz y la ciudad tras ella con los paratos del Naturaliste, que se unió pronto a la otra nave. Hamelin aprovechó la oportunidad para decirle a su superior por la borda que quince hombres habían desembarcado y que cinco extranjeros subieron a bordo durante la escala, ya que en ese momento los dos navíos carecían de telescópica. El incidente causó preocupación a Nicolas Baudin e incito a los marineros a navegar a distancia durante los días siguientes.
De hecho, el Naturaliste progresaba a un ritmo lento y no logró avanzar más que un grado de latitud en ocho días durante la segunda mitad del mes de noviembre, después de haber franqueado el trópico de Cáncer, aproximadamente a los 21°O del meridiano de París, el 14 de noviembre. Acompañados por peces voladores a partir del día siguiente, todavía estaban al sur de Sierra Leona el 29 de noviembre. Los siguientes días estuvieron marcados por la captura de dos delfines hembra por el contramaestre del Naturaliste: los marineros los colgaron de la cola y al final bebieron su sangre en vasos enteros. Tres días más tarde, todo el barco comenzó a consumir su carne, que preferían a la carne de cerdo salada servida hasta el momento. Las doradas les sustituyeron más tarde.
En el Naturaliste, el paso del ecuador, después de los primeros días de diciembre de 1800, se celebró con una botella de vino de Burdeos y con licor de Marie Brizard. Además del lanzamiento de un cohete por el Naturaliste el 17 de diciembre, los días pasaron sin problemas y los barcos pasaron frente a la isla de Trinidad, sin verla el día 26. Del mismo modo, superaron Tristán da Cunha en la mitad de enero de 1801 sin desembarcar a pesar de que Hamelin había discutido esta posibilidad en la partida de Tenerife. La primera tierra se avistó el 3 de febrero de 1801: era la punta meridional de África.
El cabo de Buena Esperanza fue doblado antes de mediados de mes. Poco después, el 16 de febrero, el capitán del Naturaliste hizo celebrar el cuarto mes de viaje con vino de las Canarias y con ponche. Por desgracia para él, su gran vela se rompió el 3 de marzo a las 4:30 de la tarde, una hora después de que el viento hubiera cambiado de dirección. La noche siguiente, las demás también quedaron dañadas por una tormenta. El buque se encuentra «tour-à-tour précipité dans une vallée ténébreuse, voisine des derniers gouffres de l'Océan, ou subitement surélevé sur une montagne mugissante qui s'écroule bientôt en écume». Los dos cohetes que lanzó quedaron sin respuesta del Géographe.

### La parada en las Mascareñas
Los barcos se reencontraron el 5 de marzo, continuando su viaje en un mar calmado, pero con la tripulación en un estado, que describe Bory mirando a sí mismo, como de una «delgadez verdaderamente extraordinaria» («une maigreur vraiment extraordinaire»). Afortunadamente para los hombres, la Isla de Francia (ahora Mauricio) y varios islotes situados en su costa norte, finalmente aparecieron el 14 de marzo a las cinco de la tarde. Una hora más tarde, avistaron el centro de Isla Redonda, al N-NO. El ancla se lanzó a principios de la tarde, después de que la expedición disparase unos cañonazos que quedaron sin respuesta. Sin embargo, fueron visitados el 16 por un comité de médicos y cirujanos para inspeccionar a los visitantes antes de su llegada, para evitar un nuevo brote de pequeña viruela. Todo el mundo se portó de maravillas a bordo, aparte de Charles Baudin, Frédéric de Bissy y Jacques-Gérard Milbert, cuya salud estaba en ruinas.

### En Australia
En 1802, Nicolas Baudin hizo un estudio de un mes sobre la fauna silvestre, cerca del río Derwent, en Tasmania.

## Descubrimientos

### Geografía

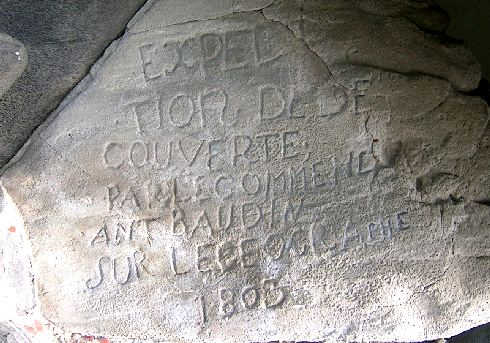
Una inscripción dejada por un pasajero del Géographe en la isla Canguro en 1803.

La expedición ha descubierto y nombrado partes importantes de la costa australiana, incluidas las islas Montalivet y la península de Fleurie.

### Zoología
La expedición recogió la piel de emú negro, el único conocido de esta especie. Hoy día está en el Museo Nacional de Historia Natural de París.
Bory de Saint Vincent fue el primero en describir la caballa serpiente (Gempylus serpens) bajo el nombre de Acinacea notha gracias a un espécimen capturado por los timoneles de la expedición en la costa del África Occidental el 23 de noviembre de 1800. También describió el Monophora noctiluca, pescado el 4 de diciembre, y el Biphore biparti, recuperado a finales de enero de 1801 o el hyale papilionacée capturado poco después, el 26 de enero. Describió a continuación el Carinaria fragilis, capturado en febrero frente a África del Sur.

### Botánica
- Lobelia broussonetia fue descrita par Bory de Saint-Vincent en Tenerife.[5]

## Publicaciones subsiguientes
- Voyage dans les quatre principales îles d'Afrique, Jean-Baptiste Bory de Saint-Vincent.
- Voyage de découverte aux terres Australes, François Péron.
- Nouveau dictionnaire d'histoire naturelle, Louis Jean Pierre Vieillot, 1816-19.
- Mapa de Freycinet, el primer mapa que mostraba el contorno completo de Australia

## Anexo: Miembros de la expedición

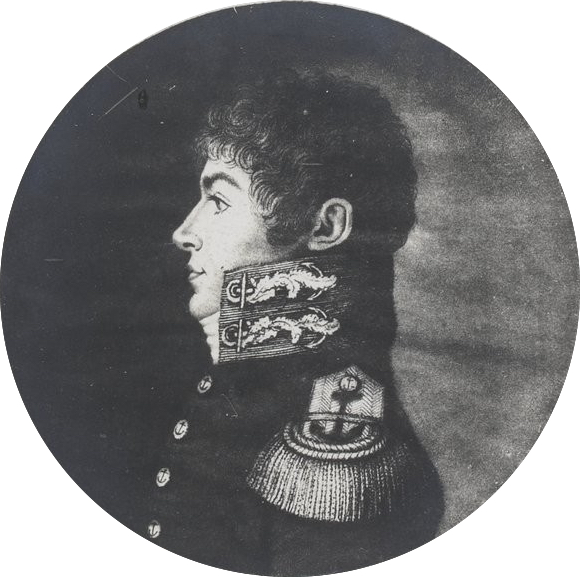
Louis Claude de Saulces de Freycinet

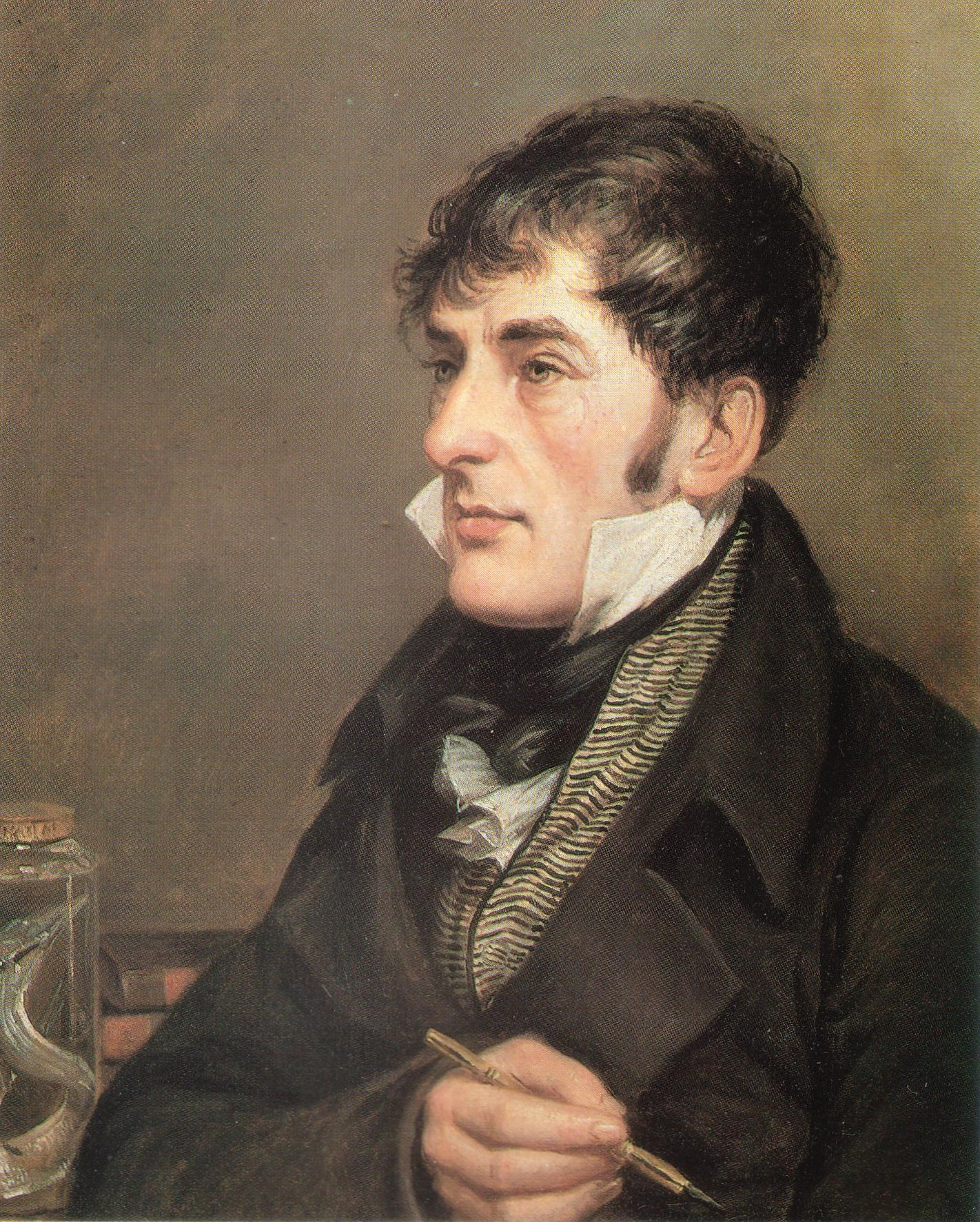
Charles-Alexandre Lesueur, artista.

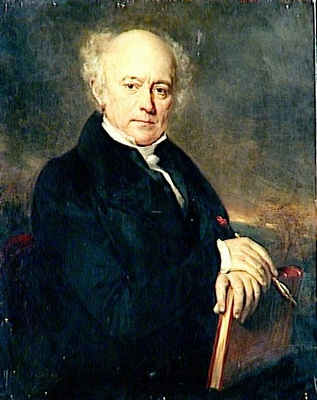
Jacques-Gérard Milbert, diseñador jefe

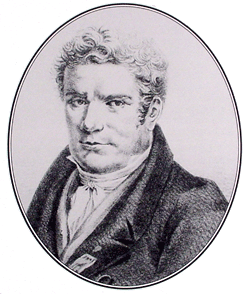
Jean-Baptiste Leschenault de La Tour.

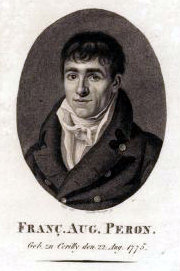
François Péron.

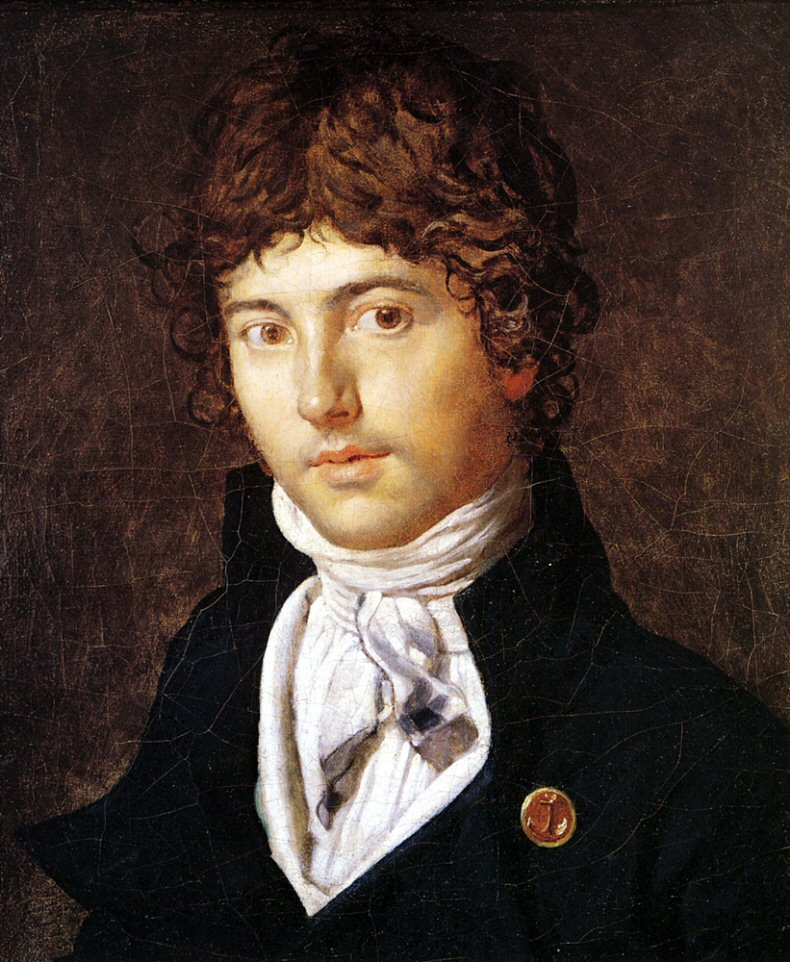
Pierre-François Bernier.

| Expedicionarios                                | Géographe | Naturaliste |
| Oficiales                                      | Nicolas Baudin, capitán y comandante de la expedición. | Jacques Félix Emmanuel Hamelin, capitán de fragata y segundo oficial de la expedición                                                                 |
| Oficiales                                      | Alexandre Le Bas de Sainte Croix, capitán de fragata y segundo | M. Bony, teniente de navío |
| Oficiales                                      | Pierre Guillaume Gicquel des Touches, teniente de navío. Sirvió con Antoine Bruny d'Entrecasteaux en su viaje en busca de la expedición de Jean-François de La Perouse                                                                  | Pierre Bernard Milius, teniente de navío |
| Oficiales                                      | Charles Baudin, teniente de navío sin parentesco con el comandante. | Furcy Picquet, enseña |
| Oficiales                                      | Louis-Henri de Freycinet, enseña | Louis Claude de Saulces de Freycinet, enseña (hermano menor de Louis-Henri).                                                                          |
| Oficiales                                      | M. Capmartin, enseña | François Heirisson, enseña |
| Oficiales                                      | François-Michel Ronsard, ingeniero constructor y enseña | Jacques de Saint-Cricq, enseña |
| Oficiales                                      | Étienne Giraud, oficial | |
| Oficiales                                      | Charles Moreau, matemático e igualmente aspirante de marina (¿Géographe?) | Thomas Vasse, segunda clase. Murió ahogado en junio de 1801 en aguas australianas cuando su lancha volcó en la playa de Wonnerup, cerca de Busselton. |
| Oficiales                                      | Un pequeño mozo al servicio del más joven de los dos Freycinet, llamado Cadet (¿Géographe?) | Hyacinthe Yves Philippe Florentin de Bougainville, aspirante de guardiamarina e hijo de Louis Antoine de Bougainville                                 |
| Geógrafos, cartógrafos, diseñadores y artistas | Charles-Pierre Boullanger, geógrafo | Pierre Faure, geógrafo |
| Geógrafos, cartógrafos, diseñadores y artistas | Jacques-Gérard Milbert, diseñador jefe | Michel Garnier, pintor |
| Geógrafos, cartógrafos, diseñadores y artistas | Louis Lebrun, diseñador asistente | |
| Geógrafos, cartógrafos, diseñadores y artistas | Charles-Alexandre Lesueur (1778-1846), artista. Se desempeñó como naturalista tras la muerte del zoólogo de la expedición, Maugé de Cely.                                                                                               | |
| Geógrafos, cartógrafos, diseñadores y artistas | Nicolas-Martin Petit (1777-1804), asistente de Lesueur | |
| Naturalistas, médicos y jardineros             | François-Étienne Lharidon de Cremenec, médico | Jérôme Bellefin, cirujano |
| Naturalistas, médicos y jardineros             | Hubert Jules Taillefer, médico | |
| Naturalistas, médicos y jardineros             | Jean-Baptiste Leschenault de la Tour, naturalista y botánico jefe | Désiré Dumont, zoólogo adjunto |
| Naturalistas, médicos y jardineros             | René Maugé de Cely, naturalista que ofició de zoólogo. Falleció el 21 de febrero de 1802 en Tasmania. | André Michaux, naturalista. Abandonó Francia con la finalidad de estar exiliado durante diez años y por lo tanto solo se le considera un pasajero.    |
| Naturalistas, médicos y jardineros             | Stanislas Levillain, zoólogo encargado del estudio de los hombres, «sous la dénomination d'anthropologiste» | Jacques Delisse, botánico nacido en Dax |
| Naturalistas, médicos y jardineros             | Anselme Riedlé, premier garçon au Jardin des Plantes, jardinero | |
| Naturalistas, médicos y jardineros             | Antoine Sautier, jardinero encargado de asistir a Riedlé. | |
| Otros                                          | Frédéric de Bissy (1768-1803), teniente coronel de infantería, pero sirvió como astrónomo jefe | Pierre-François Bernier (1779-1803), astrónomo, nacido en Montauban, antiguo alumno de Joseph Jérôme Lefrançois de Lalande                            |
| Otros                                          | Louis Depuch, de la Escuela de Minas, minerólogo jefe | Joseph Charles Bailly, minerólogo adjunto |
| Otros                                          | Petitin, un particular que actuaba como secretario del comandante pero que no pudo escribir una palabra para él antes desembarcar en la île de France. Anteriormente, ocupó la cámara normalmente dedicada a Louis Depuch (¿Géographe?) | |

### Filmografía
- Navigators, Klaus Toft, Bfs Entertainment, 2002.
- La course aux terres australes, Olivier Julien, Gédéons, 2002.

- Datos: Q176653